# روز شادی
روز شادی (عربی: يوم سعيد) فیلمی در ژانر درام به کارگردانی محمد کریم است که در سال ۱۹۳۹ منتشر شد. از بازیگران آن می‌توان به فاتن حمامه و محمد عبدالوهاب اشاره کرد.